# Горямино
Горямино — деревня в Собинском районе Владимирской области России, входит в состав Черкутинского сельского поселения.

## География
Деревня расположена на берегу реки Ворша в 3 км на восток от центра поселения села Черкутино и в 33 км на северо-запад от райцентра города Собинка.

## История
В конце XIX — начале XX века деревня входила в состав Черкутинской волости Владимирского уезда. В 1859 году в деревне числилось 9 дворов.
С 1929 года деревня входила в состав Куделинского сельсовета Ставровского района, с 1932 года — в составе Черкутинского сельсовета Собинского района, с 1945 года — в составе Ставровского района, с 1965 года — в составе Собинского района, с 2005 года — в составе Черкутинского сельского поселения.

## Население
| 1859 | 2002 | 2010 | 2021 |
| ---- | ---- | ---- | ---- |
| 99   | ↘1   | →1   | ↗8   |